# Argyreia robinsonii
Argyreia robinsonii är en vindeväxtart som först beskrevs av Ridley, och fick sitt nu gällande namn av V. Ooststr. Argyreia robinsonii ingår i släktet Argyreia och familjen vindeväxter. Inga underarter finns listade i Catalogue of Life.